# 곤지암시외버스터미널
곤지암시외버스터미널은 경기도 광주시 곤지암읍 곤지암로 44 (곤지암리 434-5번지)에 위치한 대한민국의 시외버스터미널이다.
2층 건물로 구성되어 있지만 실제 터미널을 위한 시설은 하나도 없다. 시외버스보다는 시내버스 노선이 많아 실질적인 터미널로서 기능은 많이 상실한 상태다.

## 운행 노선

### 시외버스
2018년 9월 17일부로 수원, 양평 방면 노선이 운행 중단되었다.
| 방면        | 행선지                                               |
| ----------- | ---------------------------------------------------- |
| 수도권 방면 | 경기광주, 연천, 동두천, 의정부, 이천, 장호원, 태평리 |
| 충청권 방면 | 감곡                                                 |

### 시내버스
광주시 방면 시내버스는 터미널 승차장 옆 버스정류장에서 승차하며, 이천시 방면 시내버스는 터미널 뒷편 국도 제3호선 도로변 버스정류장에서 승차한다.
- ● 경기도 도시형버스 : 36번, 36-1번, 36-2번, 36-3번, 36-4번, 36-5번, 36-51번, 36-6번, 36-7번, 36-71, 36-72번, 36-8번, 36-9번, 36-10번, 36-11번, 36-12번, 36-13번, 36-14번, 37번, 37-1번, 37-11번, 37-2번, 37-21번, 37-3번, 37-31번, 37-32번, 37-4번, 37-41번, 39-1번, 39-2번, 39-4번, 39-5번, 39-6번, 39-7번, 39-8번, 39-9번, 39-10번, 39-11번, 95-1번, 114-1번, 300번
- ● 경기도 일반좌석버스 : 114번
- ● 경기도 직행좌석버스 : 500-1번, 500-2번, 1113-1번, 1113-11번

## 특이 사항
- 매표소가 없으므로 시외버스를 승차할 때는 현금 또는 교통카드를 이용해 승차한다.